# 新清洲站
新清洲站（日语：／ Shin-Kiyosu eki */?）是一個位於日本愛知縣清須市新清洲一丁目，屬於名古屋鐵道（名鐵）名古屋本線的鐵路車站。車站編號為NH44。此站是舊西春日井郡清洲町的玄關口。

## 車站構造
設有待避設備的島式月台2面4線的地面車站。
| 月台 | 路線       | 方向 | 目的地                 | 備註   |
| ---- | ---------- | ---- | ---------------------- | ------ |
| 1    | 名古屋本線 | 下行 | 名鐵一宮、名鐵岐阜方向 | 待避線 |
| 2    | 名古屋本線 | 下行 | 名鐵一宮、名鐵岐阜方向 | 本線   |
| 3    | 名古屋本線 | 上行 | 名鐵名古屋、金山方向   | 本線   |
| 4    | 名古屋本線 | 上行 | 名鐵名古屋、金山方向   | 待避線 |

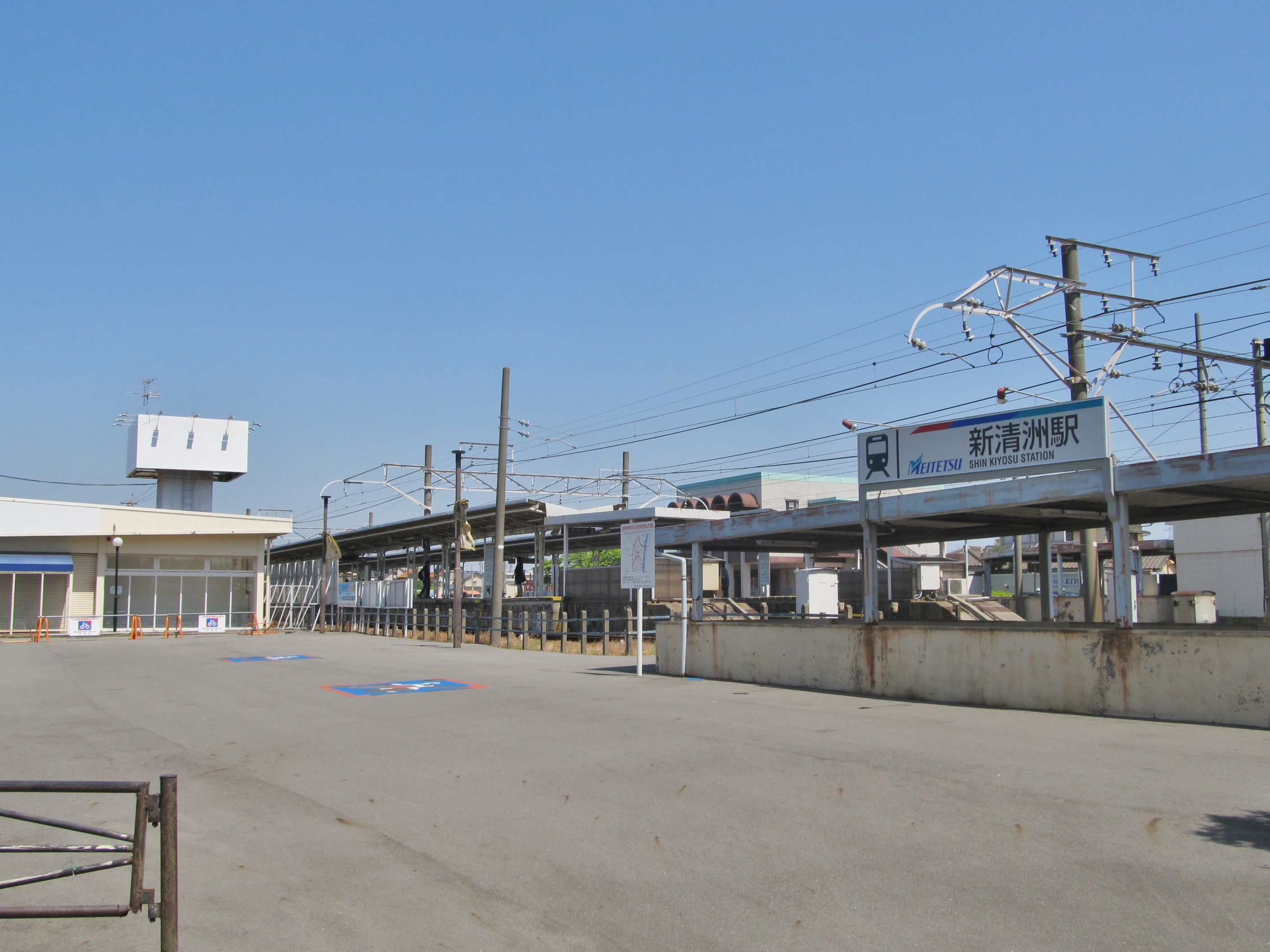
西口
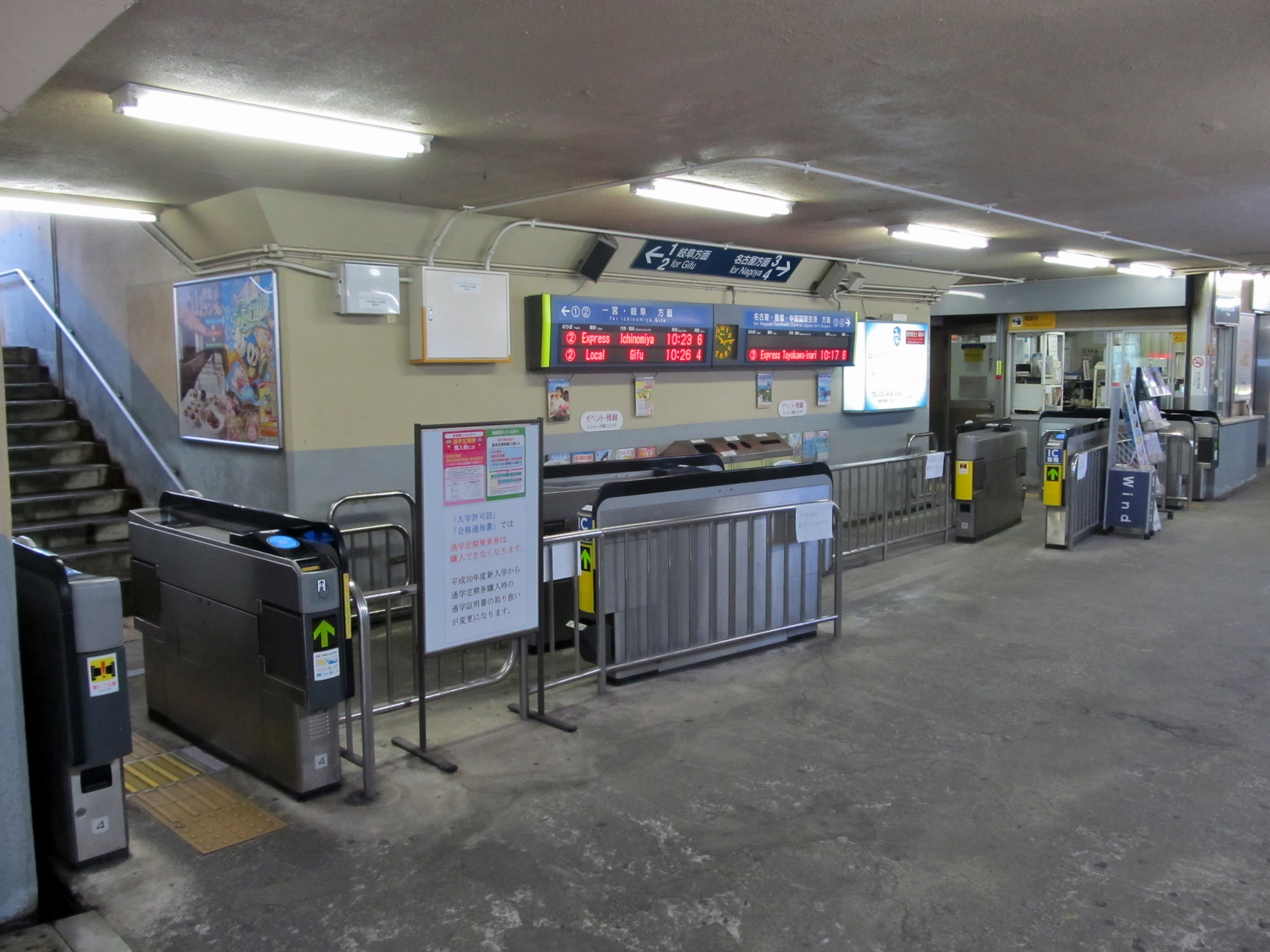
地下閘口
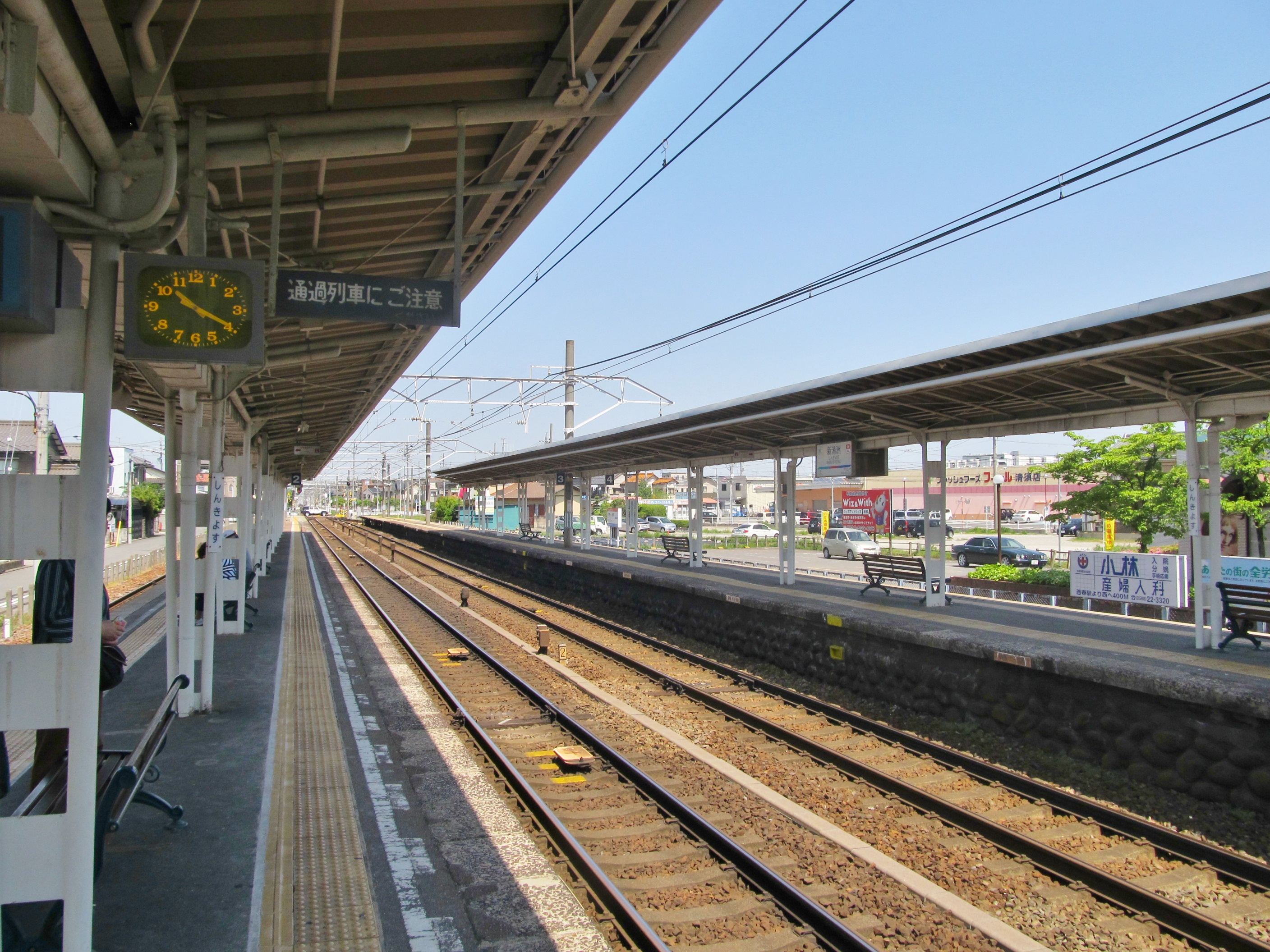
月台

### 配線圖
| ← 名古屋方向    | 新清洲站 構內配線略圖 | → 一宮、 岐阜方向 |
| 图例 参考文献： |                       |                   |

## 相鄰車站
名古屋鐵道
 名古屋本線
□μ-SKY、□快速特急、□快速特急、■特急
通過
□快速急行、■急行
須口（NH42）－新清洲（NH44）－（一部分快速急行與急行停靠大里（NH45））－國府宮（NH47）
■準急
須口（NH42）－新清洲（NH44）－大里（NH45）
■普通
丸之內（NH43）－新清洲（NH44）－大里（NH45）

## 外部連結
- 新清洲 - 名古屋鐵道